# Euselasia erilis
Euselasia erilis is een vlindersoort uit de familie van de prachtvlinders (Riodinidae), onderfamilie Euselasiinae.
Euselasia erilis werd in 1919 beschreven door Stichel.